# Yezhi (köpinghuvudort i Kina, Yunnan Sheng, lat 27,70, long 99,13)
Yezhi (kinesiska: 叶枝) är en köpinghuvudort i Kina. Den ligger i provinsen Yunnan, i den sydvästra delen av landet, omkring 460 kilometer nordväst om provinshuvudstaden Kunming. Antalet invånare är 11 154. Befolkningen består av 5 235 kvinnor och 5 919 män. Barn under 15 år utgör 19,0 %, vuxna 15-64 år 74 %, och äldre över 65 år 6,0 %.
Runt Yezhi är det ganska glesbefolkat, med 34 invånare per kvadratkilometer. Yezhi är det största samhället i trakten. I omgivningarna runt Yezhi växer i huvudsak blandskog.
Genomsnittlig årsnederbörd är 854 millimeter. Den regnigaste månaden är juli, med i genomsnitt 233 mm nederbörd, och den torraste är november, med 3 mm nederbörd.